# El Faro de Gibraltar
El Faro de Gibraltar — безкоштовний іспаномовний тижневик, що видається в Гібралтарі з 2003 року. Це єдина іспаномовна газета, яка наразі видається в Гібралтарі та належить іспанській медіагрупі Publicaciones del Sur, S.A..